# Trichomanes crispum
Trichomanes crispum là một loài thực vật có mạch trong họ Hymenophyllaceae. Loài này được L. miêu tả khoa học đầu tiên năm 1753.

## Hình ảnh

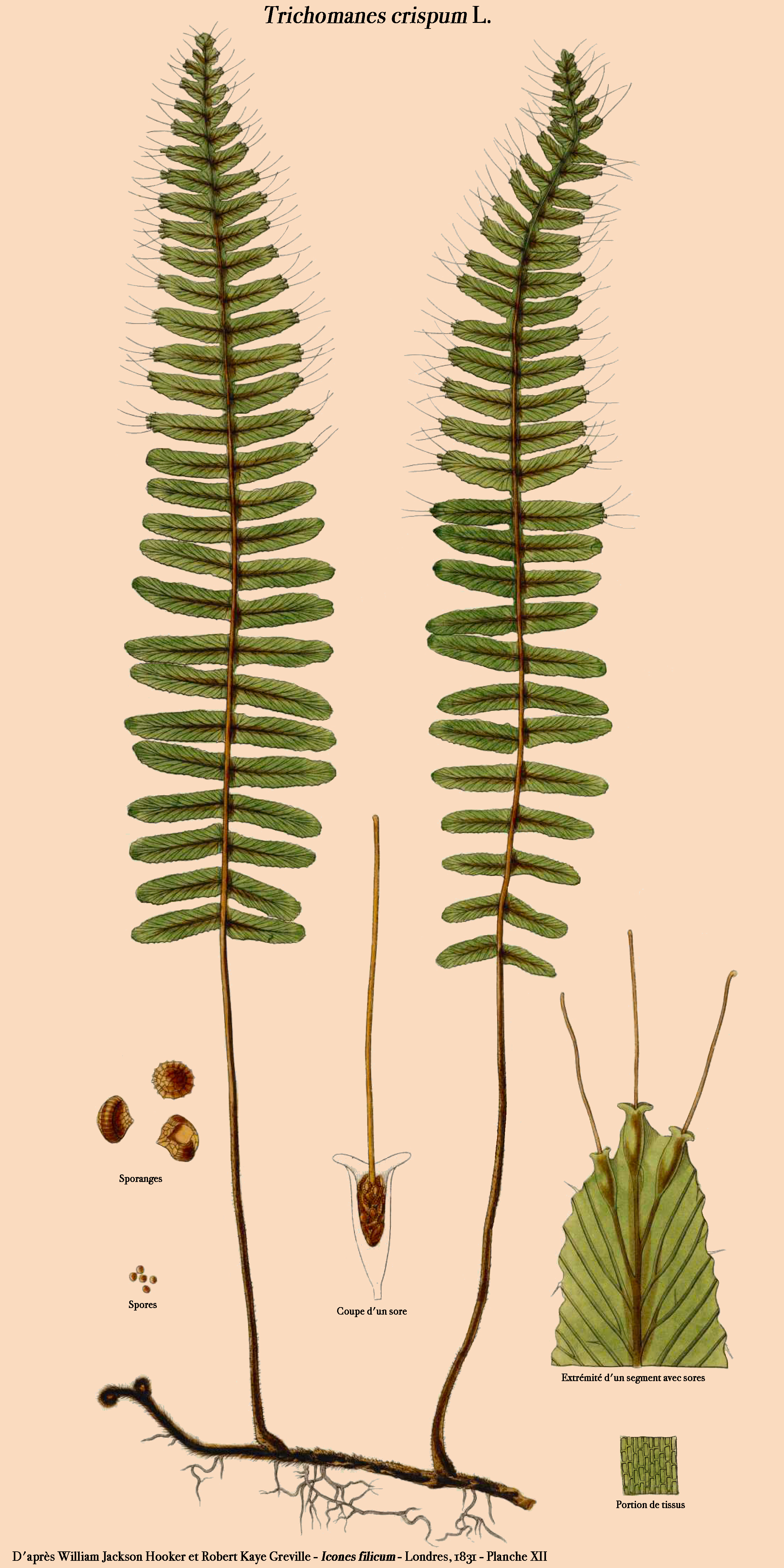